# 尤里·哈里顿
尤里·鲍里索维奇·哈里顿（俄语：Ю́лий Бори́сович Харито́н，1904年2月27日（14日）—1996年12月18日），苏联数学家、物理学家、苏联科学院院士。苏联核武器制造的参与者。1956年加入苏联共产党。
第11设计院，即今著名的核研究中心——全俄实验物理学研究所的学术指导和俄罗斯核武器原子能部科技委员会主席近半个世纪。

## 生平
生于圣彼得堡一个犹太裔记者家庭:xii。其父鲍里斯·约瑟福维奇生于1877年，基辅大学法律系毕业，在圣彼得堡一家立宪民主党报纸《言论报》任政治记者、编辑，报纸的主要思想家是帕维尔·尼古拉耶维奇·米留科夫和约瑟夫·弗拉基米罗维奇·盖森。十月革命后报纸被查封，并与布尔什维克意识形态尖锐冲突。1922年，鲍里斯·约瑟福维奇与“精神另类知识分子”包括教授、记者45人被驱逐出境（被称为“哲学船”），乘火车赴拉脱维亚，定居里加，经营侨民报纸《今天》。1940年拉脱维亚被苏联兼并后，被捕判处7年苦役，死于劳改营。母亲米拉·雅科夫列夫娜·布罗夫斯卡娅在莫斯科艺术剧院的演员，艺名比琳斯；1910年时赴德国治病疗养，在柏林改嫁给著名精神病学家马科斯·艾廷根教授；希特勒上台后，1933年母亲与丈夫一起迁居特拉维夫；母亲于四十年代去世。由于父母的牵连，尤里从事绝密研究工作后被限制只能在苏联境内旅行。
长姐莉吉亚生于1899年，中学毕业后供职于出版社从事翻译工作，加入了“谢拉皮翁兄弟”文学团体。战前与丈夫和孩子住在哈尔科夫市。战争末期，莉吉亚加入了苏军。1974年去世于哈尔科夫。
二姐安娜生于1901年。毕业于师范学院，供职于列宁格勒耳鼻喉研究所。丈夫早逝。1990年到萨罗夫投奔尤里·鲍里索维奇，1994年逝世。
1915年入实科学校，1919年完成修业，并于当年被派到铁路电报室做钳工学徒。1920年考入彼得格勒彼得大帝理工学院机械工程系。1921年起兼职于尼古拉·尼古拉耶维奇·谢苗诺夫创建的俄罗斯科学院物理技术研究所的化学物理学实验室，亞伯拉罕·費多爾維奇·約費任该所所长。亚历山大·亚历山大洛维奇·弗里德曼。哈里顿在该实验室完成了其确定金属蒸汽缩合临界温度的首批实验（1924年），并与谢苗诺夫和亚历山大·约西福维奇·沙利尼科夫共同开展了固体表层分子相互作用的研究。1924年尤里首次以实验证明了各支型链式化学反应在氧化磷中的存在。谢苗诺夫在日后基于该现象而创造了支型链式反应理论，在其出版于1934年的专著《链式反应》一书中写下了赠言：“致亲爱的尤里·鲍里索维奇，他是推动我在链式反应领域思考的第一人”。1925年尤里尚在大学阶段的А.Ф.瓦尔特、В.И.康德拉季耶夫和哈里顿出版了《物理学习题集》一书，流行于几代物理专业大学生中。1925年哈里顿毕业于物理力学系，并获得物理学工程师毕业证书。
1926年，哈里顿被派往剑桥大学著名的卡文迪许实验室。出发前，谢苗诺夫把哈里顿介绍给彼得·列昂尼多维奇·卡皮察。在卢瑟福和詹姆斯·查德威克的指导下，尤里完成了阿尔法粒子记录方法的工作。1928年答辩通过了申请哲学博士学位的论文。与卡文迪许实验室科学家们的交往，给了年轻的物理学家许多帮助，并开拓了他的眼界。
返回苏联后，哈里顿重新回到尼古拉·尼古拉耶维奇·谢苗诺夫创建的俄罗斯科学院物理技术研究所的化学物理部工作。1931年，该部独立为为苏联科学院化学物理研究所，哈里顿在这里组织和领导了爆炸物质实验室，此后爆炸物质理论部被合并为三座实验室。实验室和该部从事的主要研究均为引燃和爆炸基础理论。